# Asszámi álszajkó
Az asszámi álszajkó (Trochalopteron chrysopterum) a madarak osztályának verébalakúak (Passeriformes) rendjébe és a Leiothrichidae családjába tartozó faj.
Magyar neve forrással nincs megerősítve.

## Rendszerezése
A fajt John Gould angol ornitológus írta le 1835-ben, az Ianthocincla nembe Ianthocincla chrysoptera néven. Besorolása vitatott, egyes szervezetek a Garrulax nembe sorolják Garrulax chrysopterus néven.

## Alfajai
- Trochalopteron chrysopterum ailaoshanense (Yang, 2002)
- Trochalopteron chrysopterum chrysopterum (Gould, 1835)
- Trochalopteron chrysopterum erythrolaemum Hume, 1881
- Trochalopteron chrysopterum godwini Harington, 1914
- Trochalopteron chrysopterum woodi E. C. S. Baker, 1914[2]

## Előfordulása
Ázsiában, India, Kína és Mianmar területén honos. A természetes élőhelye a szubtrópusi vagy trópusi hegyi esőerdők és magaslati cserjések. Állandó, nem vonuló faj.

## Megjelenése
Testhossza 23–25 centiméter, testtömege 74–92 gramm.

## Életmódja
Kevés az információ róla, feltételezhetően gerinctelenekkel és néhány növényi anyaggal táplálkozik.

## Szaporodása
Nagy, mély csésze alakú fészke mohából, fűszárakból és gallyakból készül, finom ágakkal és gyökerekkel bélelve.

## Természetvédelmi helyzete
Az elterjedési területe nagy, egyedszáma ismeretlen. A Természetvédelmi Világszövetség Vörös listáján nem fenyegetett fajként szerepel.